# Puppet Master: The Legacy
Série
Retro Puppet Master
(1999) Puppet Master vs. Demonic Toys
(2004)
Pour plus de détails, voir Fiche technique et Distribution.
Puppet Master: The Legacy est un film américain réalisé par Charles Band en 2004.

## Synopsis
Eric Weiss raconte son passé à une femme. Il raconte en effet que lorsqu'il était enfant il a été protégé par un certain André Toulon, car il était pourchassé par les nazis et que cet André Toulon lui a donné son secret, qui consiste à donner vie à des objets inanimés. Mais la femme à qui Eric raconte son passé veut en réalité le tuer. Mais les Puppet Master ne vont pas laisser l'élève de leur maitre se faire tuer, ils sont bien décidés à le défendre coûte que coûte, même jusqu'au péril de leur vie...

## Fiche technique
- Réalisation : Charles Band
- Scénario : C. Courtney Joyner
- Musique : Richard Band
- Genre : horreur et fantastique
- Durée : 73 min
  -  États-Unis : 16 décembre 2003
- Interdit aux moins de 12 ans

## Distribution
- Jacob Witkin
- Kate Orsini

## Autour du film
Le film est en fait une compilation des meilleurs moments des précédents films, reliés par un fil conducteur scénaristique.
Le réalisateur Charles Band est également le producteur de tous les films de la franchise Puppet Master.